# Cotesia nemoriae
Cotesia nemoriae är en stekelart som först beskrevs av William Harris Ashmead 1898.  Cotesia nemoriae ingår i släktet Cotesia och familjen bracksteklar. Inga underarter finns listade i Catalogue of Life.